# Base aérienne Al-Taqaddum
La base aérienne Al-Taqaddum (OACI : ORAT, Taqaddum signifiant progrès en arabe) est une base aérienne située dans le centre de l'Irak, à environ 74 kilomètres à l'ouest de Bagdad.
Dotée de deux pistes, la base est à l'origine construite par les Britanniques en 1952. Elle hébergeait sous le régime de Saddam Hussein des MiG et des Su-22 et 25 de la force aérienne irakienne, bien que la base avait été abandonnée en 2003 lors de sa prise par les forces américaines. Utilisée par l'United States Marine Corps, elle est transférée en 2009 à la nouvelle armée irakienne.

## Historique
Pendant la seconde guerre civile irakienne, la base aérienne accueille simultanément des troupes américaines et des milices chiites pro-iraniennes. 